# Edward Bańkowski
Edward Bańkowski (ur. 29 maja 1942 w Łomazach) – polski naukowiec, lekarz, profesor nauk medycznych.

## Życiorys
Ukończył Szkołę Podstawową im. Tadeusza Kościuszki w Łomazach, a następnie Liceum Ogólnokształcące im. J.I. Kraszewskiego w Białej Podlaskiej. W 1965 ukończył studia na kierunku lekarskim na Akademii Medycznej w Białymstoku. W 1969 na podstawie pracy pt. „Badania nad agregacją krwinek płytkowych i aktywacją czynnika Hagemana (XII) przez kolagen” uzyskał stopień naukowy doktora nauk medycznych. W 1977 na podstawie osiągnięć naukowych i złożonej rozprawy uzyskał stopień naukowy doktora habilitowanego nauk medycznych. W 1986 otrzymał tytuł naukowy profesora nadzwyczajnego, a w 1993 profesora zwyczajnego. Posiada specjalizację z chorób wewnętrznych.
W latach 1981–1987 oraz 1999–2002 pełnił przez trzy kadencje funkcję prorektora do spraw nauki w  Akademii Medycznej w Białymstoku. W latach 1980–2012 pełnił funkcję kierownika Zakładu Biochemii Lekarskiej UMB.
Odznaczony Krzyżem Kawalerskim Orderu Odrodzenia Polski, Krzyżem Oficerskim Orderu Odrodzenia Polski (2000) oraz Medalem Komisji Edukacji Narodowej. Uhonorowany tytułem doctora honoris causa Université de Reims-Champagne-Ardenne (Francja) oraz Śląskiej Akademii Medycznej w Katowicach. W 2008 roku został członkiem honorowym Polskiego Towarzystwa Biochemicznego.

## Publikacje
- E. Bańkowski: Biochemia: podręcznik dla studentów uczelni medycznych. Wyd. 1-3. Edra Urban & Partner, 2004, 2009, 2016.
- E. Bańkowski: Biochemia: podręcznik dla studentów studiów licencjackich i magisterskich. Wyd. 1-2. MedPharm Polska, 2006, 2014.
- E. Bańkowski: Słownik biochemiczny: angielsko-polski i polsko-angielski. Elsevier Urban & Partner, 2011.
- S. Maśliński (red.), J. Ryżewski (red.): Patofizjologia: podręcznik dla studentów medycyny. Wyd. 1-4. E. Bańkowski (aut.). PZWL, 1992, 1998, 2002, 2009.